# Batak (reservoar)
Batak (bulgariska: Батак) är en reservoar i Bulgarien.   Den ligger i regionen Pazardzjik, i den sydvästra delen av landet, 110 kilometer sydost om huvudstaden Sofia. Batak ligger 1 104 meter över havet. Arean är 22,0 kvadratkilometer. Den sträcker sig 8,7 kilometer i nord-sydlig riktning, och 6,0 kilometer i öst-västlig riktning.
Följande samhällen ligger vid Batak:
- Batak (3 917 invånare)

I omgivningarna runt Batak växer i huvudsak blandskog. Runt Batak är det glesbefolkat, med 11 invånare per kvadratkilometer.